# Троицкая Дубрава
Троицкая Дубрава — село в Тамбовском районе Тамбовской области России. Входит в Малиновский сельсовет.
В селе находятся ФАП, отделение почты № 392508.

## География
Расположено на реке Цна, в 37 км к северу от центра города Тамбова. Юго-западнее находится центр сельсовета, село Малиновка. На севере располагается посёлок Гидроузел. 

## Население
| 2002 | 2010 |
| ---- | ---- |
| 700  | ↘595 |

Согласно результатам переписи 2002 года, в национальной структуре населения русские составляли 95 % от жителей.